# Офенталь
Офенталь — хутір у складі Федорівського сільського поселення Неклинівського району Ростовської області.
Населення — 16 осіб (2010 рік).

## Історія
Заснована німецька колонія Гоффенталь (українською «Долина Надій») 1879 року.
У 1940 році німецьке населення було вивезено. Деякі німці повернулися з Сибіру.
У 1960-их роках хутір був заможнім з медпунктом й ветпунктом.
У другій половині 1980-х років місцеві мешканці масово переїжджали до Федорівки. Будинки, клуб та магазин розібрали на будматеріали для Федерівської свиноферми та для приватних садиб.

### Вулиці
- вул. Офентальська.